# Delia Durrer
Delia Durrer (14 novembre 2002) è una sciatrice alpina svizzera.

## Biografia
Attiva dal novembre del 2018, la Durrer ha esordito in Coppa Europa il 9 gennaio 2019 a Les Diablerets in combinata (30ª) e in Coppa del Mondo il 26 febbraio 2021 in Val di Fassa in discesa libera (43ª); il 19 febbraio 2022 ha conquistato a Crans-Montana nella medesima specialità il primo podio in Coppa Europa (3ª) e ai successivi Mondiali juniores di Panorama 2022 ha vinto la medaglia di bronzo nella gara a squadre. Il 2 febbraio 2023 ha ottenuto a Châtel in discesa libera la prima vittoria in Coppa Europa; non ha preso parte a rassegne olimpiche o iridate.

## Palmarès

### Mondiali juniores
- 1 medaglia:
  - 1 bronzo (gara a squadre a Panorama 2022)

### Coppa del Mondo
- Miglior piazzamento in classifica generale: 64ª nel 2024

### Coppa Europa
- Miglior piazzamento in classifica generale: 12ª nel 2023
- 5 podi:
  - 1 vittoria
  - 4 terzi posti

#### Coppa Europa - vittorie
| Data            | Località | Paese   | Specialità |
| --------------- | -------- | ------- | ---------- |
| 2 febbraio 2023 | Châtel   | Francia | DH         |

Legenda:

DH = discesa libera

### Campionati svizzeri
- 8 medaglie:
  - 6 ori (discesa libera, supergigante, combinata nel 2021; discesa libera nel 2022; discesa libera, supergigante nel 2023)
  - 2 argenti (discesa libera nel 2024; discesa libera nel 2025)